# Lønmodtagernes Garantifond
Lønmodtagernes Garantifond (LG), er en solidarisk forsikringsfond, som alle private arbejdsgivere betaler til. Den er organiseret som en selvejende institution, der er reguleret ved en særlig lov. ATP administrerer ordningen.
Formålet med fonden, der blev etableret i 1972, er at sikre lønmodtagere korrekt og hurtig udbetaling af løn, hvis en virksomhed lukker på grund af konkurs eller lignende. Alle private arbejdsgivere bidrager til fonden gennem deres finansieringsbidrag.
Når en arbejdsgiver er trådt i betalingsstandsning, kan fonden medvirke til at sikre, at arbejdsgiveren kan udbetale løn til sine ansatte under betalingsstandsningen. Herved øges chancerne for, at truede arbejdspladser kan bevares.

## Reference
1. ↑  Lønmodtagernes Garantifond (LG) på atp.dk
2. 1 2  "Om Lønmodtagernes Garantifond (LG)". Virk. 26. februar 2024. Hentet 7. juni 2024.